# Konrad von Biberegg
Konrad von Biberegg (auch Konrad von Bibereck; † um 1145) war von 1123 bis 1144 Bischof von Chur.

## Leben
Er entstammte dem schwäbischen Grafengeschlecht von Biberegg und empfing am 29. April 1123 durch Adalbert von Saarbrücken, den Erzbischof von Mainz, die Bischofsweihe. Konrad galt als reichstreu und war oft im Gefolge Heinrichs V., Lothars III. und Konrads III. anzutreffen. Im Jahr 1131 weihte er das wiederaufgebaute Kloster St. Maria in Scuol. Er stärkte durch den Erwerb der Herrschaft der Grafen von Gamertingen im Oberengadin 1137/39 den Einfluss der Churer Bischöfe im Gebiet der Bündner Pässe. Einer Tradition des 16. Jahrhunderts zufolge soll er Prämonstratenser aus dem von seinen Brüdern gestifteten Kloster Roggenburg nach St. Luzi in Chur berufen haben.